# Concepteur-rédacteur
 (avril 2024).
Si vous disposez d'ouvrages ou d'articles de référence ou si vous connaissez des sites web de qualité traitant du thème abordé ici, merci de compléter l'article en donnant les références utiles à sa vérifiabilité et en les liant à la section « Notes et références ».
Un concepteur-rédacteur (ou copywriter dans les pays anglo-saxons) a comme profession la recherche de concepts vecteurs d'une communication, à destination du public (B to C ou B2C) ou d'entreprise (B to B ou B2B) permettant la valorisation d'un produit, d'une activité, d'une personne, d'une opinion ou d'une idée. Le concepteur-rédacteur a ensuite en charge la production du contenu éditorial des outils de communications concernés. Cette production de contenu éditorial (communément appelée copywriting lorsqu'il s'agit de rédaction web) nécessite une bonne maîtrise des techniques de communication persuasive.  
Ce métier comporte deux volets :
- la conception : recherche du concept d'une campagne de publicité, pour un média en particulier (télévision, cinéma, affichage, radio, presse, internet, hors-média, etc.) ou pour une déclinaison de médias ;
- la rédaction : écriture des accroches (slogans liés à une campagne), des « bodys » (court texte accompagnant l'accroche), de la signature (slogan d'une marque), de l'appel à l'action (Call to Action ou CTA) et de tout le contenu rédactionnel (papier et digital).

Les concepteurs-rédacteurs, « copywriters », se forment dans une école de publicité ou de communication ou sont issus des filières littéraires ou marketing de l'université. L'apprentissage, par le biais de stages en agence, prime néanmoins sur la formation académique : le concepteur-rédacteur est jugé sur son « book », collection de ses travaux. Les embauches se font généralement par équipe d'un rédacteur et d'un directeur artistique. Ces équipes forment ce qu'on appelle souvent « le duo créatif », avec des niveaux traduits par des titres additionnels, tels que « junior » ou « senior » selon leur expérience.
Évolution possible du concepteur-rédacteur vers la fonction de directeur de création.
Concepteur-rédacteur VS Rédacteur web :
Le métier de « copywriters » est parfois confondu avec celui de rédacteur web, principalement dans le domaine du commerce en ligne car les contenus rédactionnels de ce type de sites web impliquent des compétences similaires. 
Un rédacteur web va avoir comme priorité de créer un contenu rédactionnel comportant des termes clés pouvant aider au référencement naturel des pages créées. On parle alors de "SEO" (Search Engine Optimization). 
Lorsque cette rédaction doit de plus convaincre l'internaute d'aller jusqu'à l'acte d'achat, le rédacteur web doit connaître les techniques utilisées par le concepteur-rédacteur pour obtenir un texte chargé en émotion (storytelling, méthode AIDA, méthode des garanties). On parle alors de "Copywriting". 
Le rédacteur doit adapter son style d'écriture à son lectorat (on parle de Search personae) et trouver un angle particulier dans la présentation de ses arguments pour vaincre les réticences, séduire puis convaincre l'internaute qui parcourt la page.
Les profils les plus recherchés par les agences de communication sont bien entendu les concepteurs-rédacteurs ayant une parfaite connaissance des règles de SEO, capables de concevoir un contenu rédactionnel attractif et efficace (mesuré par des outils de e-marketing qui analysent l'audience de chaque page web). Ces copywriters disposent à la fois de compétences techniques sur le web et de compétences en e-marketing. Leurs créations font partie de ce que les professionnels du marketing en ligne appellent maintenant le Copywriting SEO.